# Castellers de Lo Prado
Els Castellers de Lo Prado són una colla castellera amb seu a la comuna de Lo Prado de Santiago de Xile. Fundada el 2007, fou la primera colla castellera de Xile.

## Història
La colla és formada per més de cent membres. Va debutar l'11 de març de 2007 davant de 100.000 espectadors, a l'Estadi Nacional de Xile, durant la celebració del primer any de mandat de Michelle Bachelet. El seu primer castell va ser un 3 de 5 sense pom de dalt. La nova colla és assessorada per la dels Castellers de Vilafranca, que els han ensenyat la tècnica i els han ofert material. El 29 de setembre la colla va descarregar per primer cop el pilar de 5. El 10 de desembre del 2010 la colla va descarregar el primer castell de 7 pisos, un 3 de 7, en una actuació juntament amb els Castellers de Vilafranca a la Plaça Soto Mayor de Valparaíso. Els xilens van completar l'actuació amb castells de 6 nets com el 4 de 6 i el 4 de 6 amb l'agulla. La trobada tingué lloc en el marc del Fòrum de les Cultures de Valparaíso. El 8 de novembre del 2014, amb motiu de la Fira del Medi Ambient de Santiago de Xile, van descarregar el 3 de 7 per tercera vegada i van completar l'actuació amb el 2 de 6, el 4 de 6 i el pilar de 5.

## Caps de colla
- Marcos Lara (2007 - 2015)
- Andres Miranda (2015 - Actualitat)